# آدم لوكاس
آدم لوكاس (بالإنجليزية: Adam Lucas)‏ هو سباح أسترالي، ولد في 27 أكتوبر 1983 في هوبارت في أستراليا.

## روابط خارجية
- آدم لوكاس على موقع الاتحاد الدولي للسباحة (الإنجليزية)
- آدم لوكاس على موقع SwimRankings.net (الإنجليزية)
- آدم لوكاس على موقع اللجنة الأولمبية الدولية (الإنجليزية)
- آدم لوكاس على موقع أوليمبيديا (الإنجليزية)
- آدم لوكاس على موقع اللجنة الأولمبية الأسترالية (الإنجليزية)